# Ursulaberg

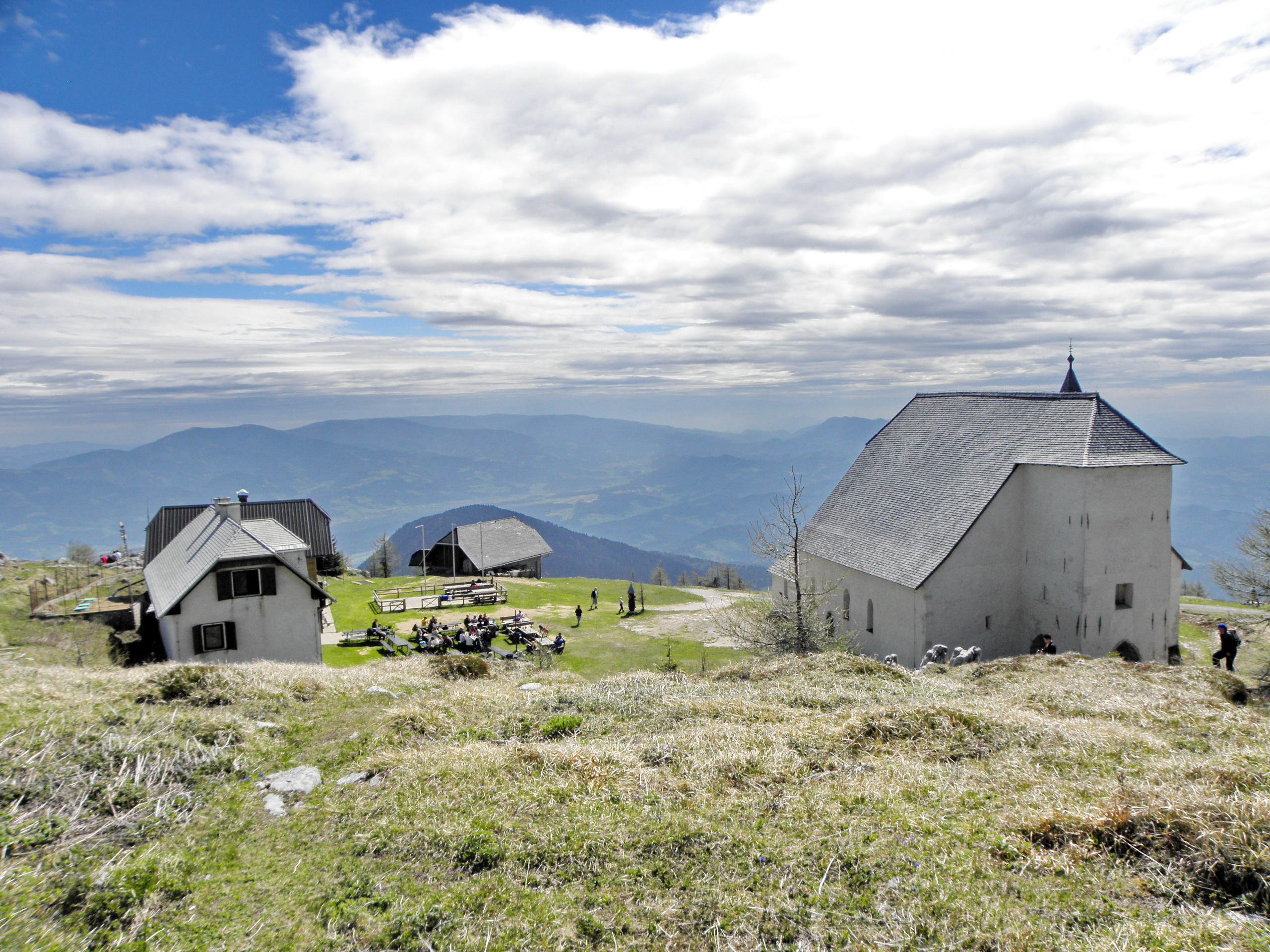
Plateau des Ursulabergs

Der Ursulaberg (slowenisch: Uršlja gora oder Plešivec) (1699 Meter) ist der östlichste Gipfel der Karawanken.
Er liegt zwischen den Städten Slovenj Gradec und Črna na Koroškem. An den Hängen des Berges liegen drei Dörfer: Uršlja Gora (Jazbina), Podgora und Zgornji Razbor.
Der Berg bietet einen Panoramablick auf ganz Kärnten, das Kozjak-Gebirge (Poßruck) und die Steiner Alpen.
Unterhalb des Gipfels des Berges St. Ursula stehen die gotische St.-Ursula-Kirche (die dem Berg seinen Namen gibt und die höchste Kirche in Slowenien ist), ein Fernsehmast, die Berghütte Dom na Uršlji gori (1680 m) und ein Fernsehmast.
Der Name Plešivec (wörtlich „der Kahle“) leitet sich von seinem grauen Kalksteingipfel ab.

## St. Ursula-Kirche
Die zum Weiler Jazbina (Gemeinde Črna na Koroškem) gehörende Kirche St. Ursula wurde ab 1584 aus Bruchstein erbaut. Sie ist auf einer Höhe von 1696 Metern die höchstgelegene Kirche ihrer Größe in Slowenien.
Im Laufe der Geschichte wurde sie mehrmals umgebaut. Nach dem Zweiten Weltkrieg vernachlässigt erfolgten Renovierungen in den Jahren 1988 und 2003 bis 2006, zum großen Teil aus Spendengeldern.